# Xã West Saline, Quận Sheridan, Kansas
Xã West Saline (tiếng Anh: West Saline Township) là một xã thuộc quận Sheridan, tiểu bang Kansas, Hoa Kỳ. Năm 2010, dân số của xã này là 63 người.